# Cratere Rocca
Rocca è un cratere lunare di 84,06 km situato nella parte sud-occidentale della faccia visibile della Luna.